# Buenia jeffreysii
Buenia jeffreysii é uma espécie de peixe da família Gobiidae e da ordem Perciformes.

## Morfologia
- Os machos podem atingir 6 cm de comprimento total.
- Número de vértebras: 30.[4][5]

## Reprodução
Os ovos apresentam forma de pera.

## Predadores
Na Noruega sofre predação por Gadus morhua, Melanogrammus aeglefinus e Trisopterus minutus.

## Habitat
É um peixe marítimo e de clima temperado que vive entre 5–330 m de profundidade.

## Distribuição geográfica
É encontrado no Oceano Atlântico oriental (Dinamarca, França, Islândia, Irlanda, l'Ilha de Man, Noruega, Suécia e Reino Unido) e Mar Mediterrâneo ocidental (Banyuls-sur-Mer, Catalunha do Norte).

## Observações
É inofensivo para os humanos.